# Mandara-ji (Zentsūji)

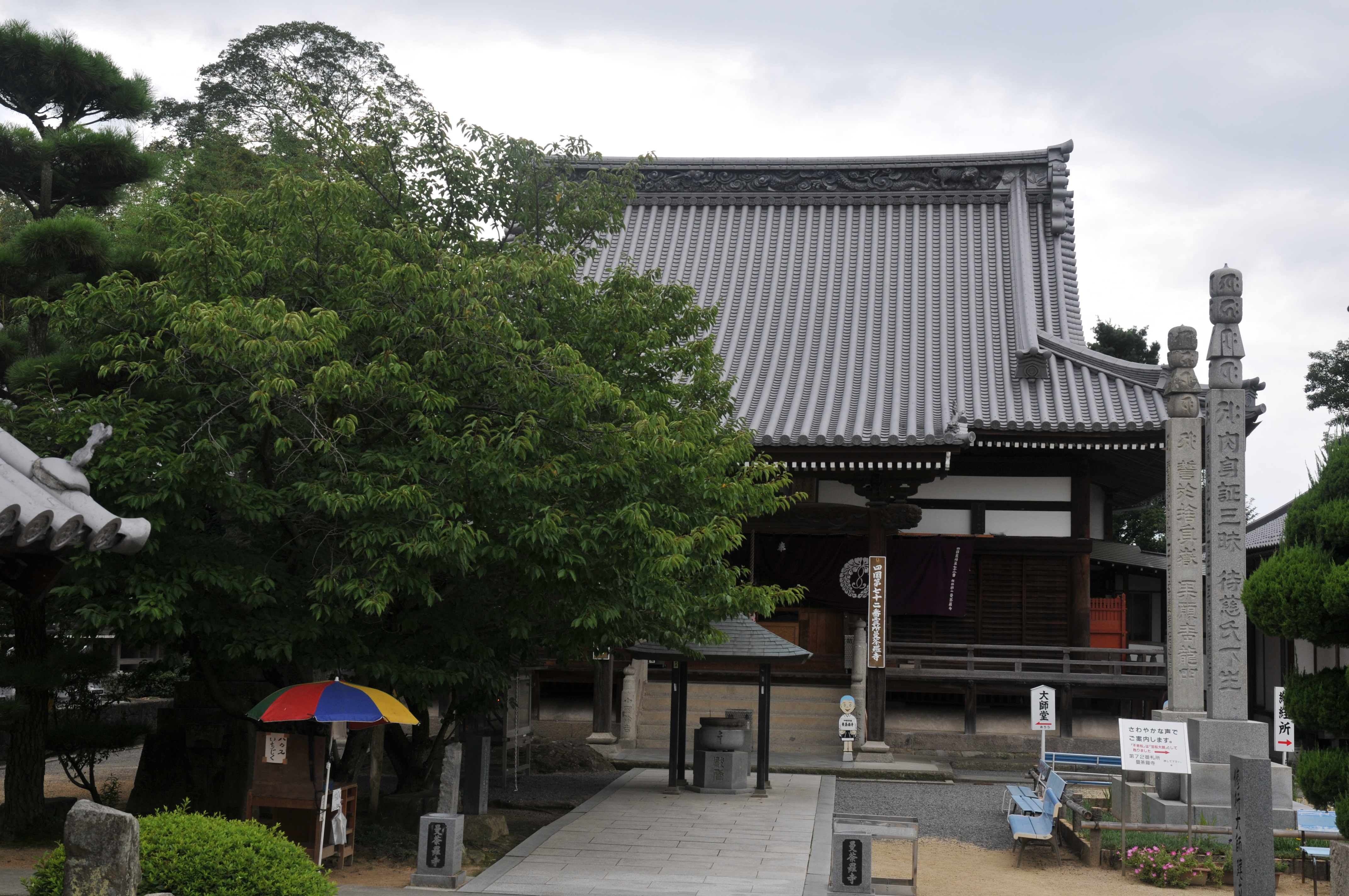
Die Haupthalle des Tempels

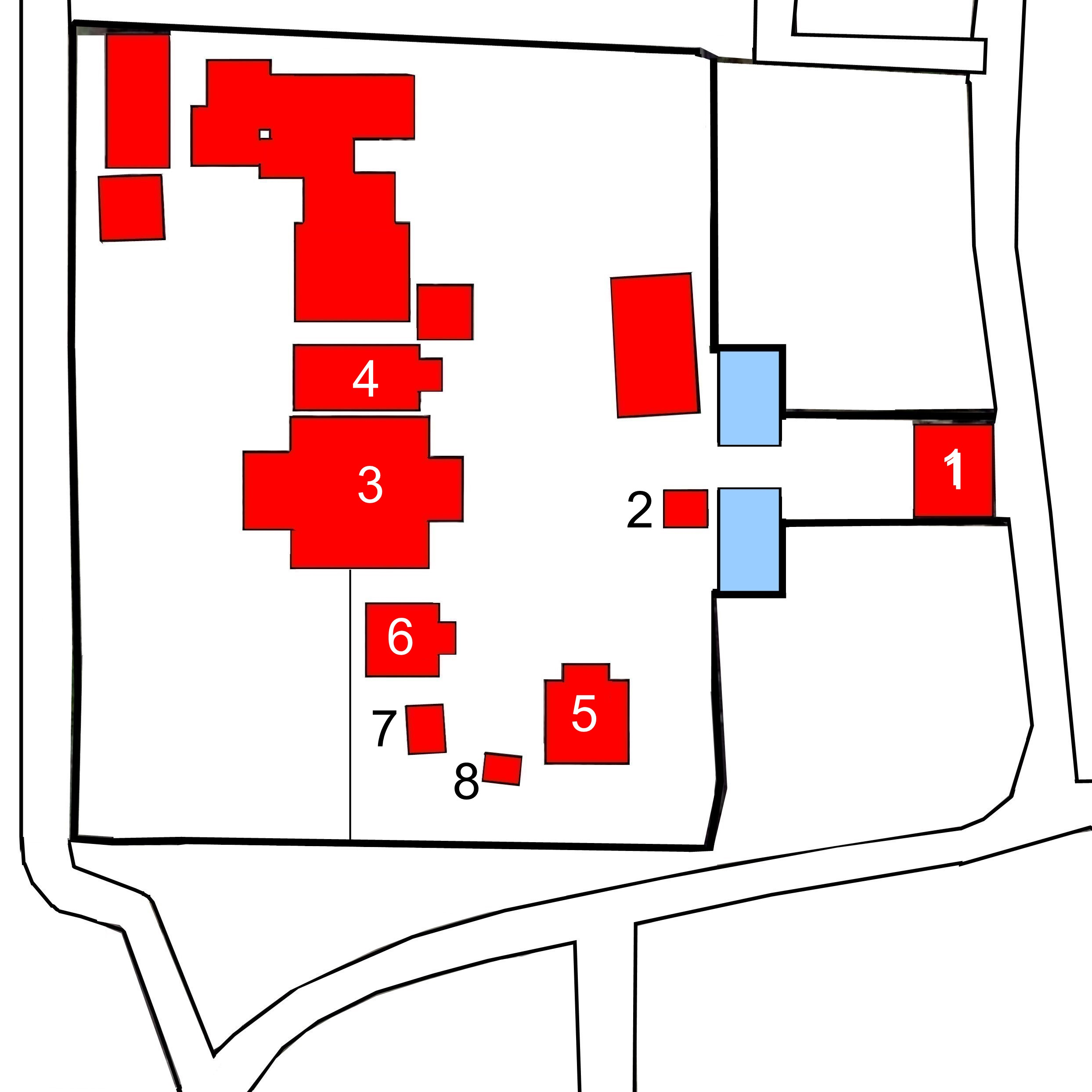
Plan des Tempels (s. Text)

Der Mandara-ji (japanisch 曼荼羅寺) mit den Go Gahaishizan (我拝師山) und Emmeiin (延命院)  ist ein Tempel der Shingon-Richtung des Buddhismus in Zentsūji (Präfektur Kagawa). In der traditionellen Zählung ist er der 72. Tempel des Shikoku-Pilgerwegs.

## Geschichte
Der Überlieferung nach ist der Mandara.ji im 6. Jahr Suiko (596) mit dem Namen Yosaka-dera (世坂寺) gegründet worden. Er ist damit der älteste Tempel auf Shikoku. Priester Kūkai besuchte den Tempel ein Jahr nach seiner Rückkehr aus China und betete dort für das Wohl seiner verstorbenen Mutter. Mit den Erfahrungen, die er in China gesammelt hatte, errichtete er in drei Jahren eine weiträumige Tempelanlage. Er stiftete dort eine aus China mitgebrachte Mandala und gab dem Tempel seinen heutigen Namen.
Auf dem Gelände stand eine Kiefer, die Kūkai gepflanzt hatte und die „Nicht alternde Kiefer“ (不老松, Furō Matsu) genannt wurde. Sie war zwar zuletzt nicht einmal 4 m hoch, hatte aber einen Umfang von 17 bis 18 m, hatte also eine Pilzgestalt. Sie war als Naturdenkmal der Präfektur registriert, ging aber durch Wurmbefall im Jahr 2002 ein.

## Anlage
Man betritt den Tempelbereich im Osten durch das Tempeltor, das hier als  Niō-Tor (仁王門; 1) ausgeführt ist, mit den beiden Tempelwächtern rechts und links vom Durchgang. Der Weg hinter dem Tor führt über eine kurze Brücke zum inneren Tempelbereich. Links steht der Glockenturm (鐘楼, Shōrō; 2), voraus sieht man die Haupthalle (本堂, Hondō;3). Rechts schließt sich die Kannondō (観音堂; 4) an.
Im Süden der Anlage steht die Halle, die dem Tempelgründer geweiht ist, die Daishidō (大師堂, 5), hier wie üblich mit quadratischem Grundriss. Ebenfalls quadratischen Grundriss hat dort die Gomadō (護摩堂; 6). Die Chinjudō (鎮守堂: 7) ist, wie man am davor stehenden Torii sieht, ein Shintō-Schrein, der dem Schutz des heiligen Spiegels gewidmet ist. Schließlich steht dort die winzige Jizōdō (地蔵堂; 8), die dem heiligen Jizō, dem Beschützer der Kinder, gewidmet ist.

## Schätze
In der Kannon-Halle steht eine 158 cm hohe Kannon aus Holz, die aus der späten Heian-Zeit stammt. Sie ist als Kulturgut der Präfektur registriert.

## Bilder

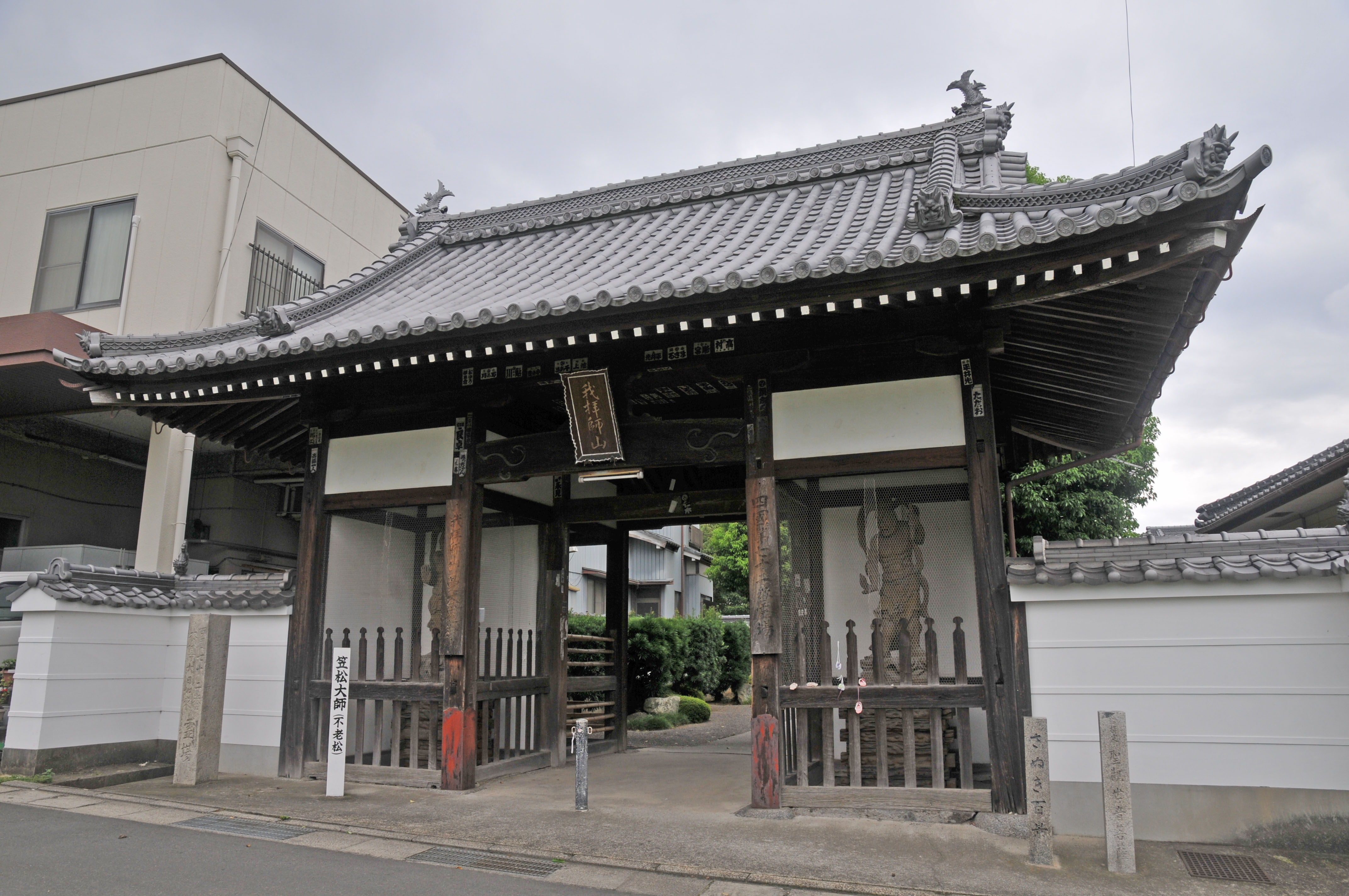
Tempeltor
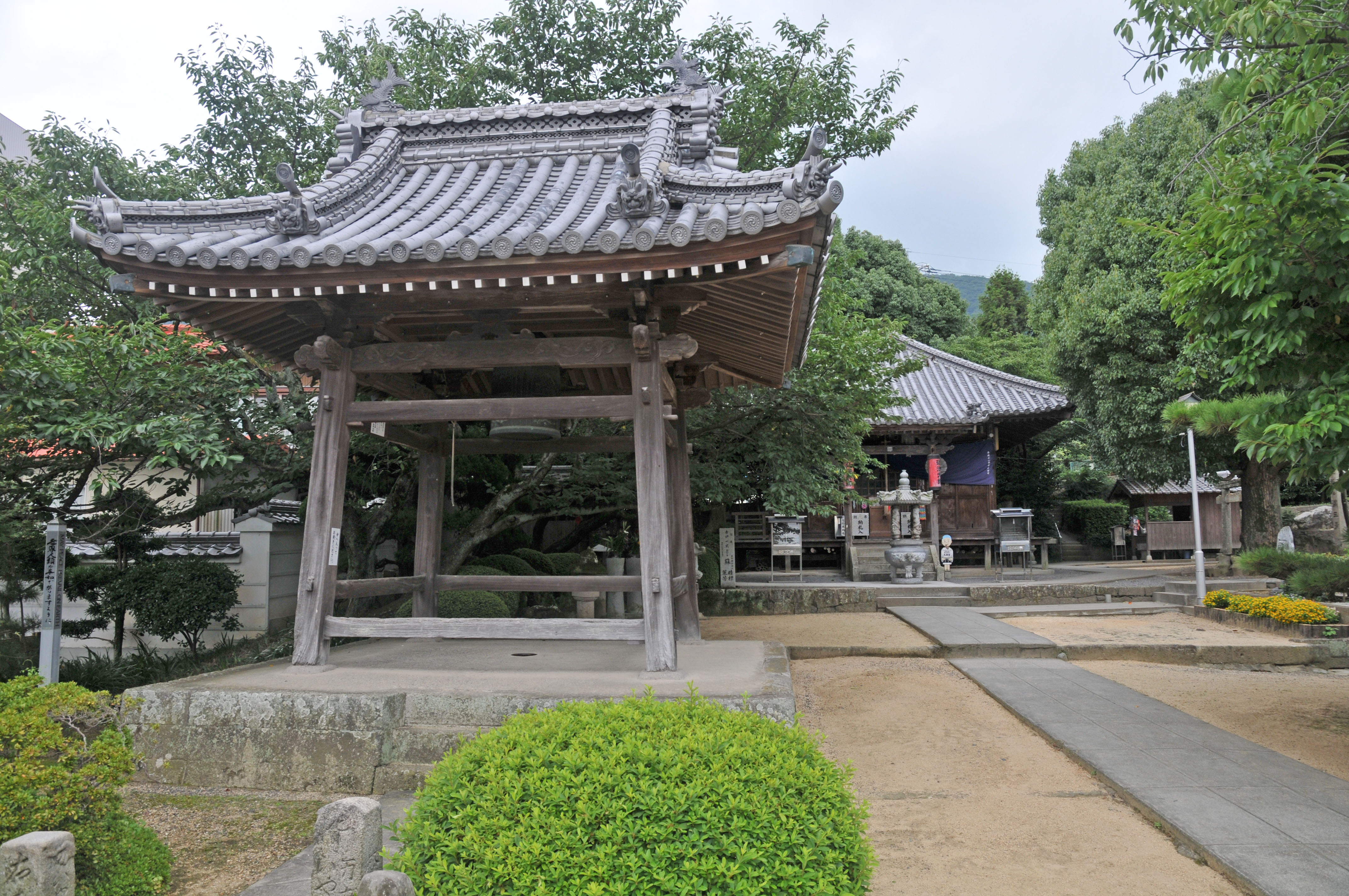
Tempelglocke
Daishidō
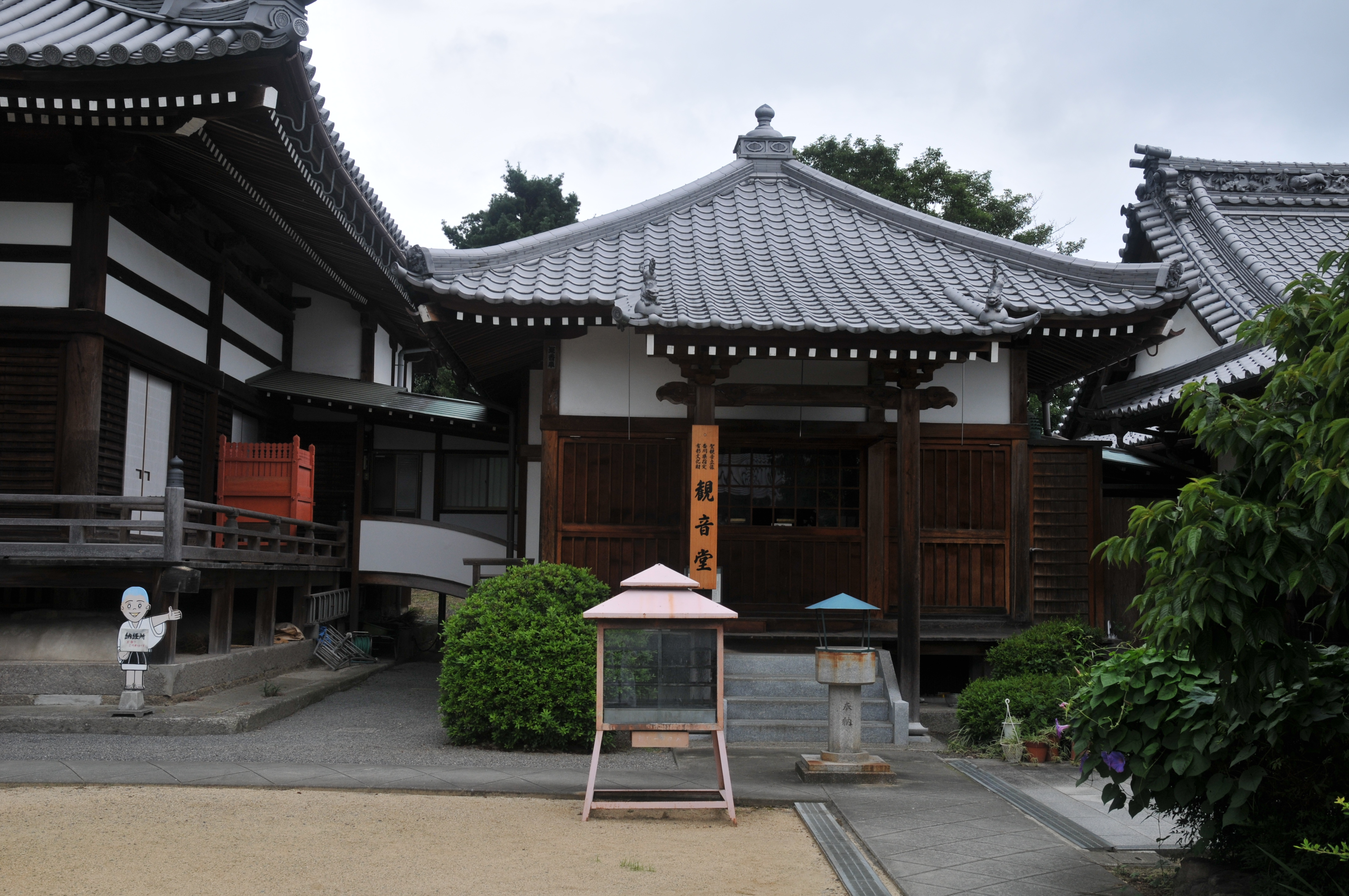
Kannondō
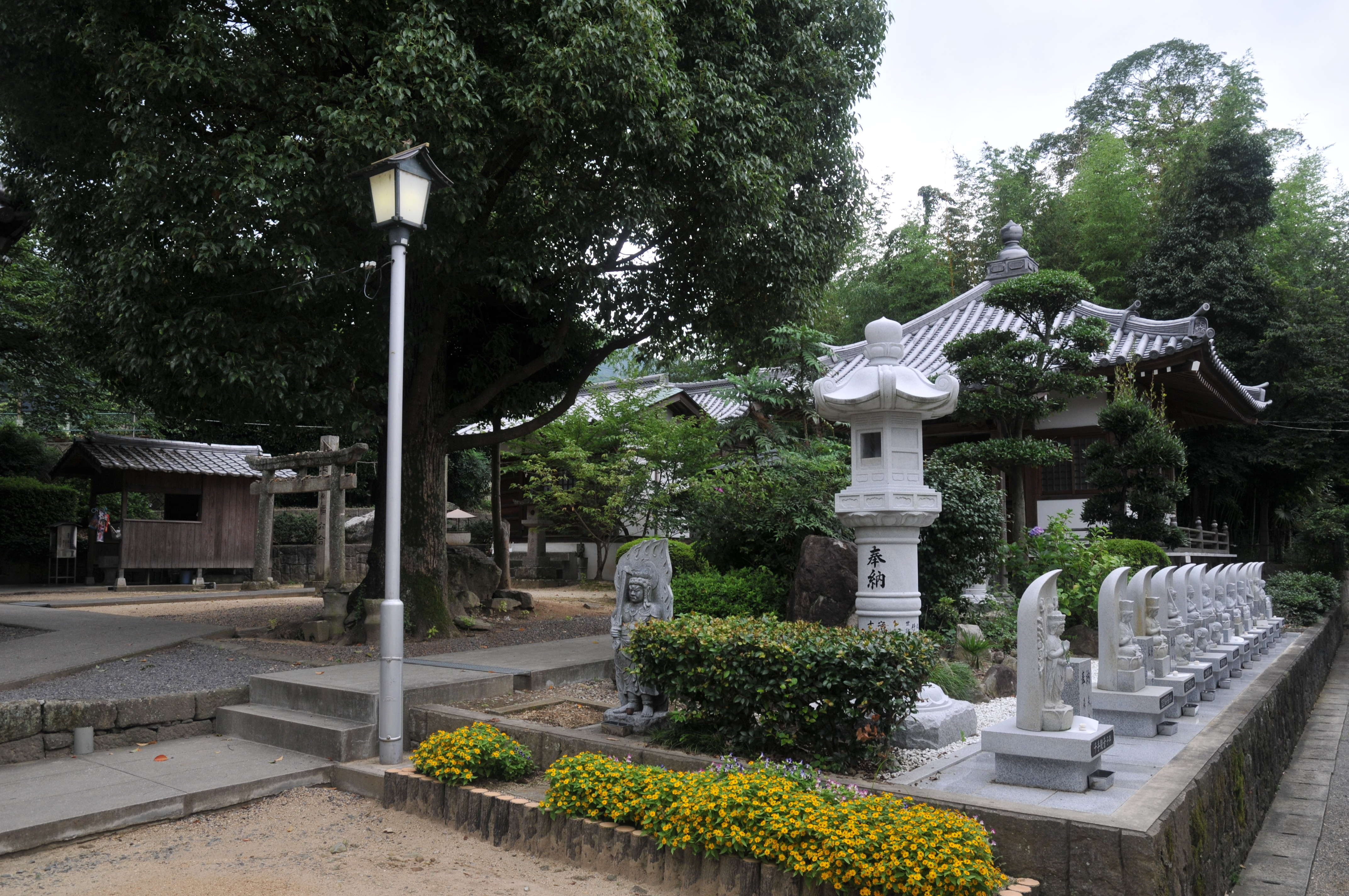
Gomadō, Chijudō und Jizōdō
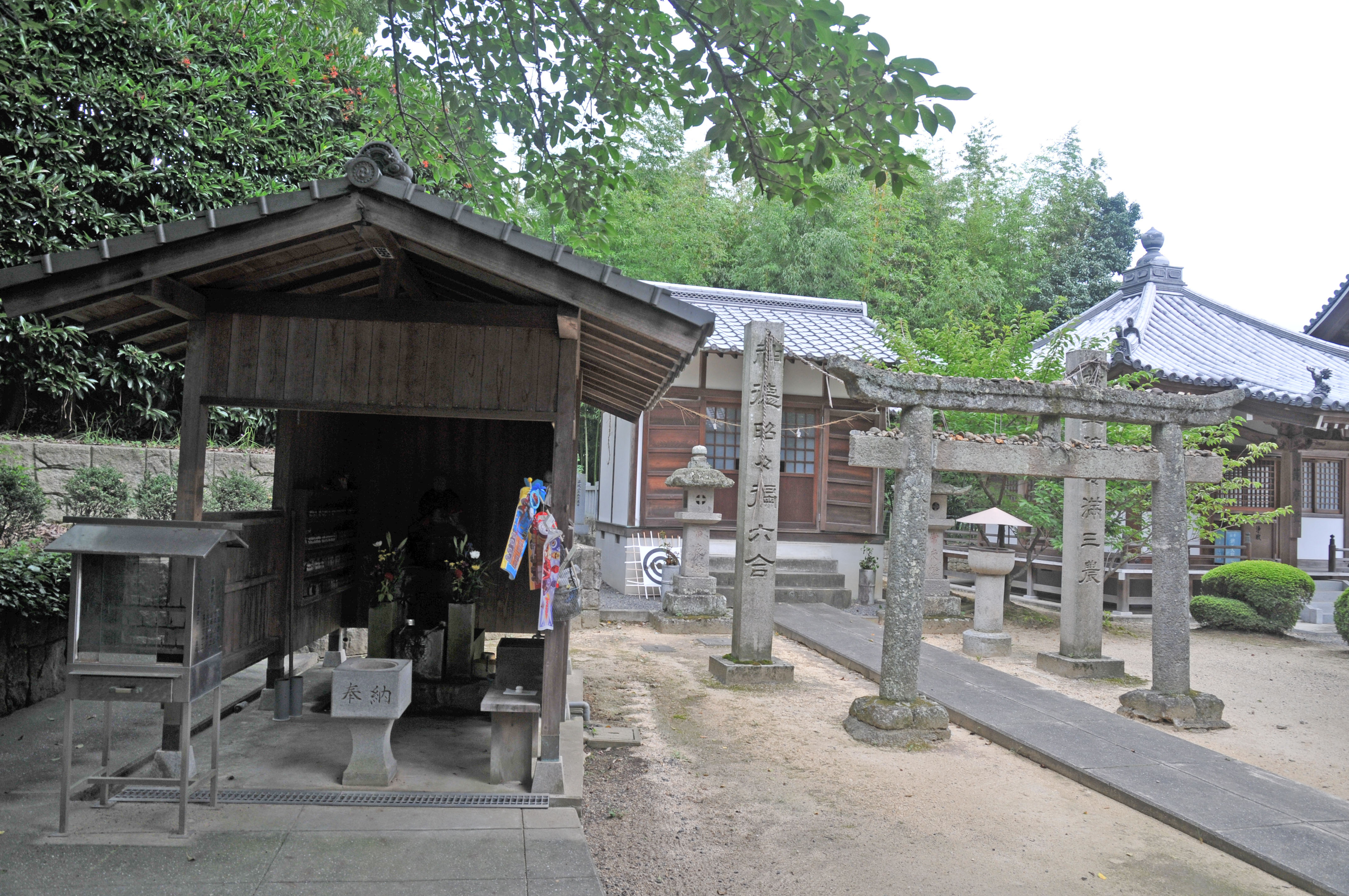
Jizōdō und Chinjudō